# Tagajō (Miyagi)
Tagajō (多賀城市 Tagajō-shi?) es una ciudad localizada en la prefectura de Miyagi, Japón. En octubre de 2018 tenía una población de 62.081 habitantes y una densidad de población de 3.153 personas por km². Su área total es de 19,69 km².

## Geografía

### Municipios circundantes
- Prefectura de Miyagi
  - Sendai
  - Shiogama
  - Shichigahama
  - Rifu

## Demografía
Según datos del censo japonés, la población de Tagajō se ha mantenido estable en los últimos años.
| Año del censo | Población |
| ------------- | --------- |
| 1995          | 60.625    |
| 2000          | 61.457    |
| 2005          | 62.717    |
| 2010          | 63.060    |
| 2015          | 62.096    |